# Штурмгрупа
«Штурмгрупа» («Sturmtruppen») — італійська кінокомедія 1976 року, знятий режисером Сальваторе Сампері, з Ренато Поццетто і Ліно Тоффоло у головних ролях.

## Сюжет
Екранізація антивоєнних коміксів італійського художника Франко Бонвічіні. Одягнені у форму вермахту актори демонструють набір клоунських гегів, не пов'язаних між собою сюжетом. Спочатку дія відбувається в якомусь тренувальному таборі, куди потрапляють новобранці та виписані з госпіталів поранені. Потім переміщується на умовний фронт, де кількість жартів і примов збільшується в рази… Персонажі коміксу не мають імен. Центральні — це умовний генерал, який обожнює третирувати свого особистого Карла Маркса; умовний капітан, занурений в арабську культуру і гашиш; умовний лікар-вампір; умовний сержант-бравий вояка й умовні рядові, серед яких — наркомани, «блакитні», боягузи, бовдури і, звісно, свої власні «Швейки».

## У ролях
- Ренато Поццетто: рекрут
- Ліно Тоффоло: рекрут
- Кокі Понцоні: генерал
- Тео Теоколі: капітан
- Феліче Андреазі: сержант; Папа Римський
- Массімо Больді: рекрут
- Мауріціо Бонулья: солдат, що знімається в кіно
- Гверріно Крівелло: новобранець
- Енцо Робутті: психіатр
- Жан-П'єр Маріелль: невідомий солдат
- Корінн Клері: жінка на віллі
- Франко Агостіні: солдат з півдня
- Паоло Бароні: рекрут
- Бонві: в'язень
- Джанфранко Булло: Дракула
- Плініо Фернандо: хірург
- Сандро Гіані: рекрут
- Лічінія Лентіні: танцівниця
- Умберто Смаїла: російський кухар

## Знімальна група
- Режисер: Сальваторе Сампері
- Сценарій: Ренато Поццетто, Кокі Понцоні
- Продюсер: Акілле Манцотті
- Оператор: Джузеппе Ротунно
- Монтаж: Серджо Монтанарі
- Спецефекти: Катальдо Ґаліано
- Композитор: Енцо Джанначчі
- Художник: Уберто Бертакка
- Костюми: Уберто Бертакка